# Наваб Нассіршалал
Наваб Нассіршалал  (1 квітня 1989) — іранський важкоатлет, олімпійський медаліст.

## Виступи на Олімпіадах
| Олімпіада   | Вагова категорія | Місце |
| ----------- | ---------------- | ----- |
| Лондон 2012 | 105 кг           | 2     |